# Cle Elum
La ville américaine de Cle Elum est située dans le comté de Kittitas, dans l’État de Washington. Sa population s’élevait à 1 872 habitants lors du recensement de 2010.